# カラヒア
座標: 南緯6度09分43秒 西経78度01分17秒 / 南緯6.16194度 西経78.02139度

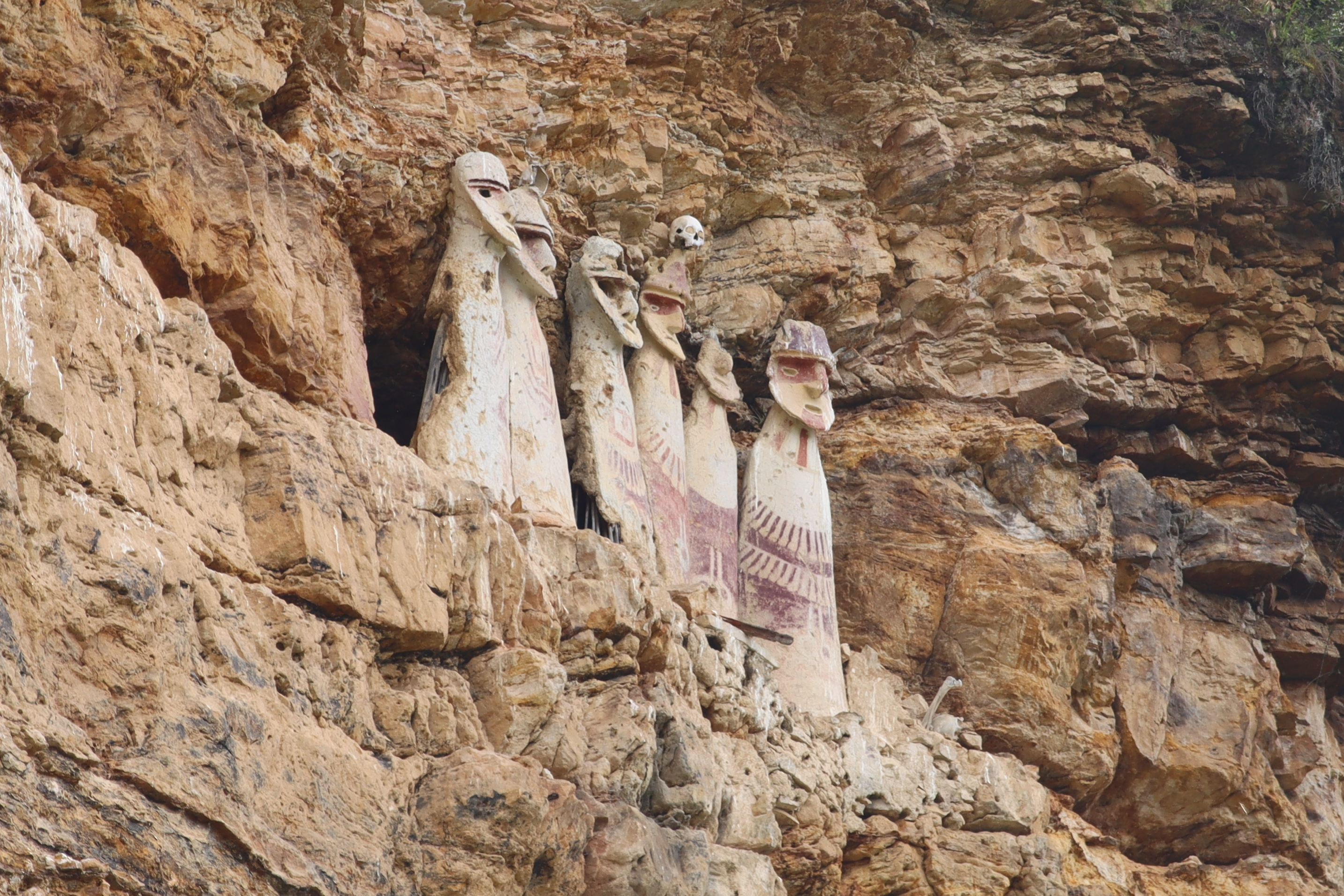
カラヒアの柩

カラヒアまたはカラヒアの柩（スペイン語: Los Sarcófagos de Karajía, o Carajía）は、ペルー北部アマソナス県の県都チャチャポヤスの郊外にある人型の柩の集まり。その高さは、高いもので高さ2.5mある。ルヤ地区のカラヒアの断崖あり、1985年にペルー人考古学者フェデリコ・カウフマン・ドイクによって発見された。
チャチャポヤスの人々の人型の柩をつかう独特な埋葬の風習は、1791年のペルーの新聞メルクリオ誌でも触れられていたが、その後注目されることもなかった。しかし1985年カウフマン・ドイクの発見によってその存在が知られるようになった。

## 詳細
カラヒアには、最大で2.5mの高さの柩が７体ある。近づくのが困難な断崖に作られたため、猛禽類や部外者の手から守られた。
もともと８体の柩で構成されていたが、三番目の柩がおそらく1928年の地震で下に落ちてしまった。それぞれの柩は密接して作られていた為に、隣接していた柩に穴が開き、他の柩などを傷つけることなく内部構造などを知ることできた。柩の中には布にくるめられた1体のミイラが皮の上に安置されていた。また土器やいくつもの副葬品も一緒に埋葬されていた。放射性炭素年代測定により紀元後 1460年のころということがわかっている。柩は人型のカプセル状で、粘土と木と石でつくられており、頭部と胸の一部だけ内部が詰められている。そして、柩の頭部や体は、白色の上にトーンの違う２色の朱色で塗装されている。
これらの柩は、ワリ期の海岸部と山岳部における埋葬方法の一形態であると考えられる。